# Гай Себастиян
Гай Теодор Себастиян, по-известен само като Гай Себастиян, е австралийски изпълнител на поп, госпел и соул музика, с малазийски произход.

## Биография и творчество
Себастиян е роден в Кланг, щат Селангор, Малайзия на 26 октомври 1981 г.
Баща му Айван също е роден в Малайзия, но е от шриланкски произход, докато майка му Нели има английски и португалски такъв. Родителите му се запознават, докато Айван учи геология в Индия и година по-късно се женят. Емигрират в Австралия през 1988 г., заживяват в Мелбърн, щата Виктория и окончателно се установяват в Аделаида, щата Южна Австралия.
От дете Себастиян ходи на уроци по цигулка и, въпреки че не е посещавал никакви други курсове, може да свири на китара, пиано и барабани.
Става известен с това, че печели първия сезон на „Australian Idol“ през 2003 г. Зад гърба до този момент има 7 студийни албума, сборен албум, DVD/CD и EP.
През 2015 г. е избран от „Special Broadcasting Service“ да представи Австралия на Евровизия 2015 във Виена, Австрия с песента Tonight Again („Тази вечер отново“), превръщайки се в първия изпълнител, който представв Австралия на конкурса, като заема 5-то място със 196 точки.